# Torre Realia BCN
Torre Realia BCN – biurowiec położony na obrzeżach Barcelony w L’Hospitalet de Llobregat, w Katalonii. Wieżowiec mierzący 112 m wysokości i posiadający 24 piętra, został zaprojektowany przez znanego japońskiego architekta, Toyo Ito. Został ukończony w 2009 roku. Sąsiaduje z Hotel Porta Fira tworząc kompleks Torres de Toyo Ito (Wieże Toyo Ito). 